# Gymnothorax phalarus
Gymnothorax phalarus es una especie de pez de la familia de los morénidas en el orden de los Anguilliformes.

## Morfología
Los machos pueden llegar a alcanzar los 92,7 cm de longitud total.

## Distribución geográfica
Se encuentra desde la Península de Baja California (México) hasta el Perú.